# Literatura de Serbia

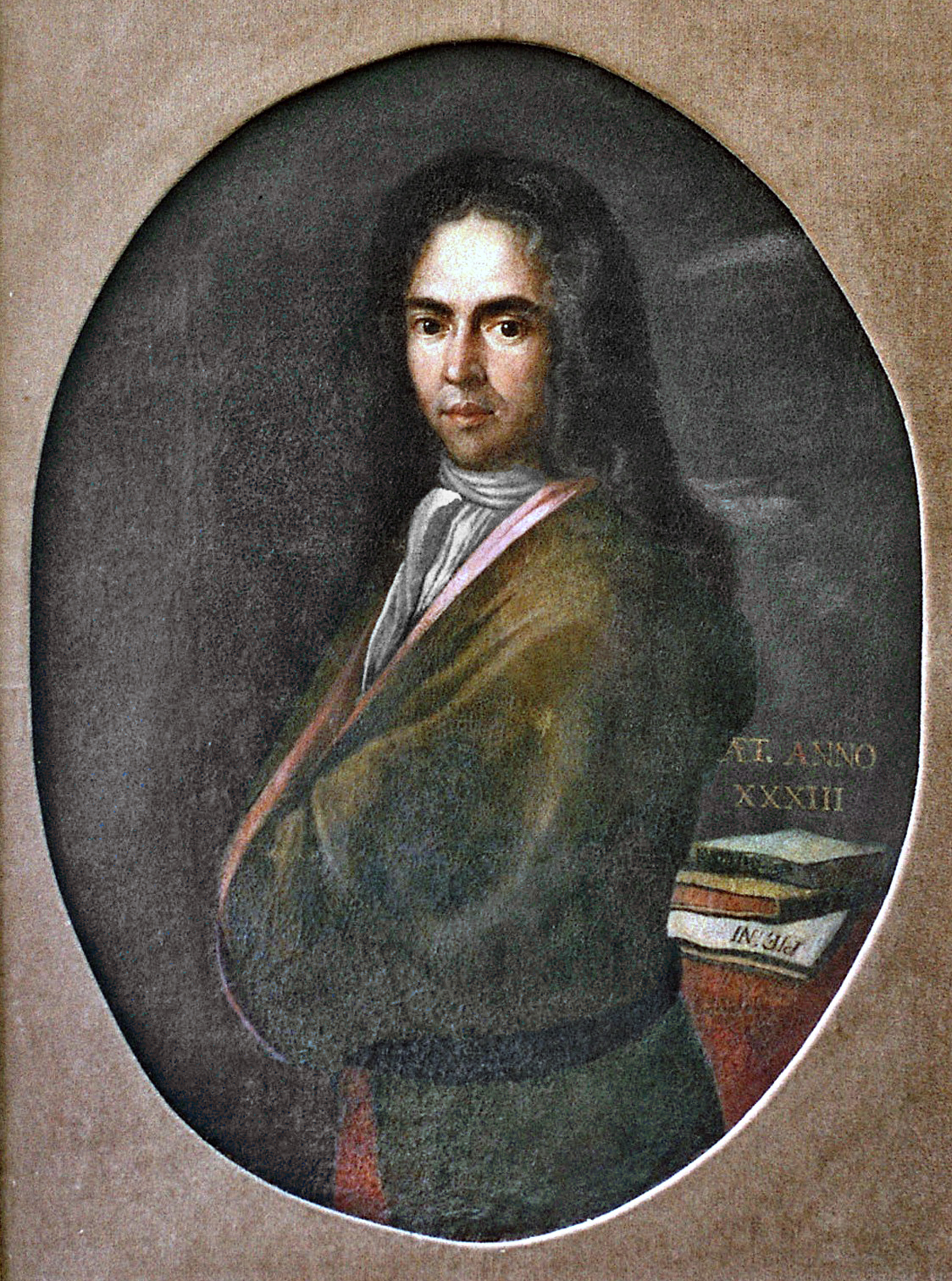
Ivan Gundulić, uno de los autores más renombrados de la literatura serbo-croata barroca

La literatura de Serbia es toda aquella escrita en idioma serbio o en Serbia desde la Edad Media hasta la actualidad. En general, el idioma serbio se diferencia tan poco del croata que se suele hablar más bien de serbocroata y resulta difícil distinguir ambas literaturas; el croata se escribe en alfabeto latino y el serbio en alfabeto cirílico.

## Literatura medieval

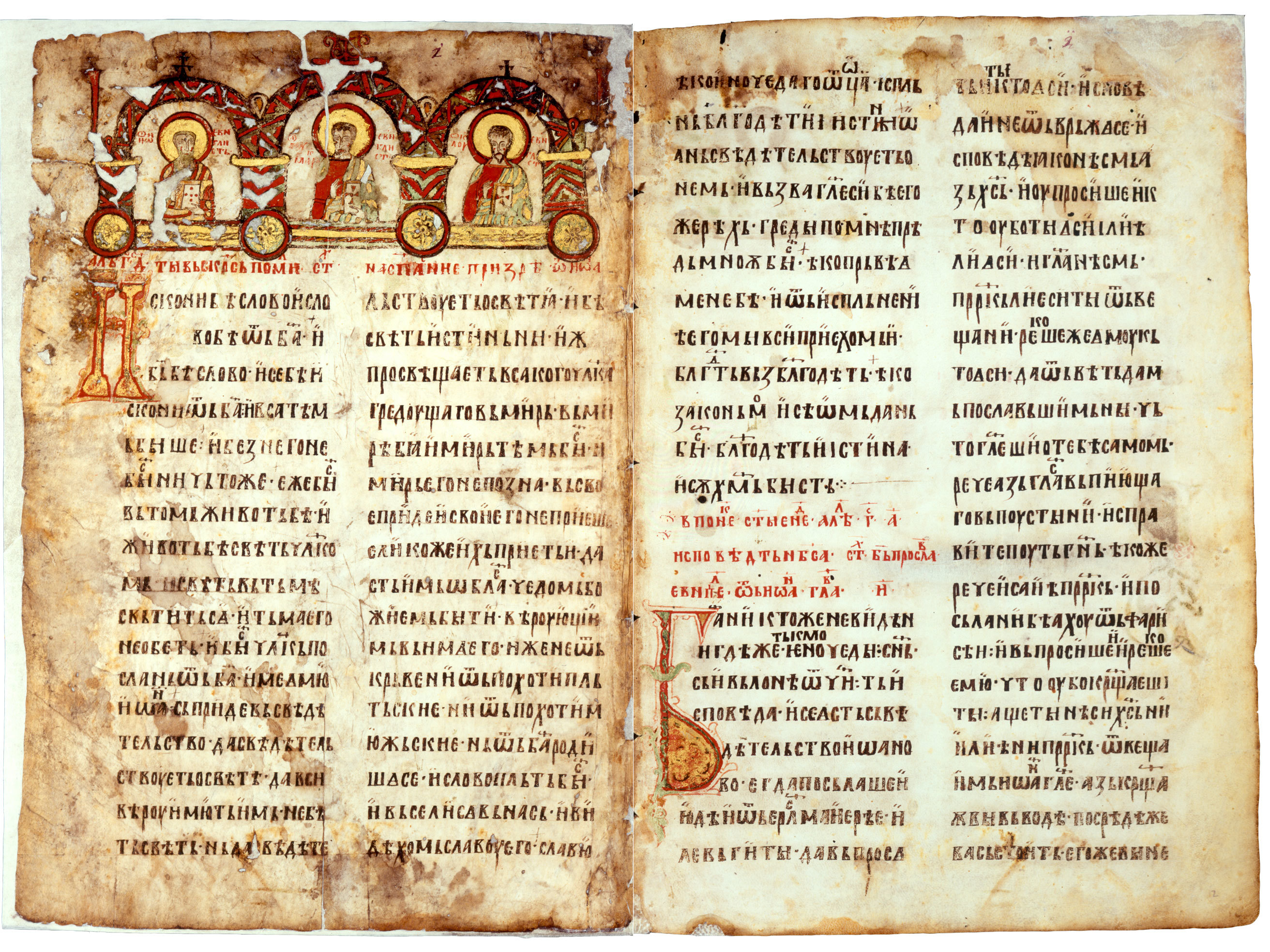
Evangelio de Miroslav, obra de finales del.

El manuscrito más antiguo que se conserva es el Evangelio de Miroslav (en serbio: Мирославово јеванђеље), un libro litúrgico de 362 páginas escrito entre 1180 y 1191 en una forma de transición entre el antiguo eslavo eclesiástico y el eslavo-serbio. Fue escrito por dos monjes, Grigorije y, probablemente, Varsameleon, en un pergamino blanco para Vladimir, duque de Zahumlje, hermano del rey Stefan Nemanja.
El Evangelio de Miroslav explica el origen de la escritura círilica. Las letras son una obra de arte de la caligrafía y las ilustraciones son atrevidas, así como las miniaturas y las letras capitales. Durante siglos, este libro se conservó en el monasterio de Hilandar, en el Monte Athos de Grecia. Después de pasar por diversos avatares durante la Segunda Guerra Mundial, el libro se depositó en el Museo Nacional de Serbia de Belgrado.
La otra obra monumental de este periodo es la Crónica del Sacerdote de Dujlja, dedicada a las zonas costeras católicas del estado de Dioclea (actual Montenegro), que más tarde se convirtieron al cristianismo ortodoxo. Destacan Sava Nemanjić, Stefan Prvovenčani, Domentijan y Teodosije, Danilo y sus seguidores; nuevas tendencias literarias expresan Jefimija, el déspota Stefan Lazarević, Grigorije Camblak y Konstantin el Filósofo.

## Literatura oral

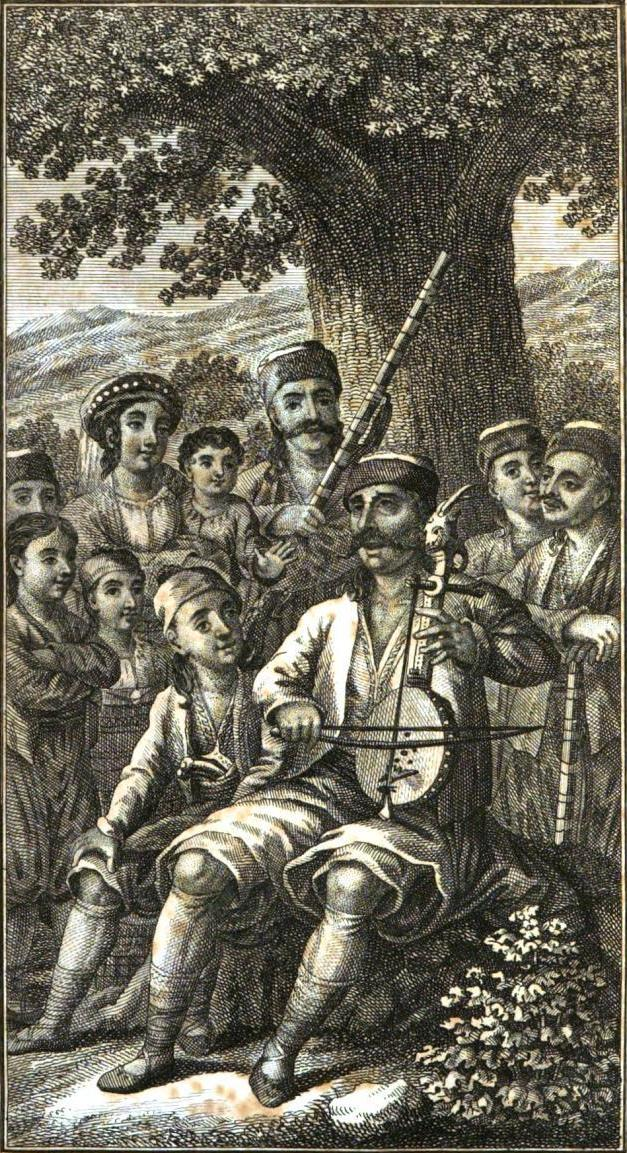
Un cantante herzegovino con una guzla (dibujo de 1823). Los poemas épicos serbios eran cantados y acompañados a menudo por este instrumento tradicional.

La literatura medieval serbia estuvo dominada por las canciones líricas populares y épicas que pasaron de forma oral de generación en generación. Algunos hechos históricos, como la Batalla de Kosovo en el siglo XIV, desempeñaron un destacado papel en el desarrollo de la poesía épica serbia y eran bastante comunes las canciones y leyendas sobre bandidos o bandoleros generosos (hajduks) que se enfrentaban a los turcos otomanos o a los Habsburgo. Son importantes diversos ciclos épicos: el ciclo de la época anterior a Kosovo; el ciclo de Kosovo; el ciclo de Marko Kraljević; el ciclo de la época posterior a Kosovo y diversos poemas sobre bandoleros y salteadores y de combates montenegrinos. Célebres intérpretes populares fueron Tešan Podrugović, el anciano Milia; el anciano Raško y la ciega Živana. El mayor poeta épico, considerado "el Homero serbio", fue sin duda Filip Višnjić, en serbio cirílico Филип Вишњић (1767-1834), que cantó un ciclo nuevo, el de las insurrecciones serbias.

## Renacimiento y Barroco
La literatura serbia se mezcla con la croata y con la escrita en dialectos regionales (por ejemplo, en chacaviano, pero no exclusicamente) y en eslavo eclesiástico. Se puede hablar de una literatura serbo-croata-dalmato-ragusea, (véase literatura en croata) porque las especiales condiciones etnográficas, geográficas y políticas en las cuales las ciudades dálmatas se llegan a encontrar al terminar el Medievo (población autóctona de origen latino, con nuevos aportes de Italia, sobre todo de Venecia, y de territorios eslavos; dependencia política de Venecia, y secesión de la pequeña y litoral República de Ragusa (XIV-XIX), nombre italiano de lo que en español conocemos como Dubrovnik; contactos pacíficos ininterrumpidos con Italia, al lado de una constante penetración comercial en los Balcanes de parte de la República de Ragusa, y frecuentes luchas con los turcos en defensa de la Dalmacia veneciana) han creado particularísimas condiciones culturales y literarias. La Dalmacia costera participa enteramente con tenacidad y talento en el Renacimiento italiano no solo con numerosas obras latinas e italianas, sino con una nueva literatura en lengua serbo-croata. Al carácter unitario de la cultura dálmata desde fines del siglo XV hasta fines del XVIII corresponde una literatura trilingüe. Este trilingüismo no es general y afecta solamente a la poesía y al teatro. En las obras de carácter histórico (de historia política y literaria), filosófico y científico, los dálmatas se sirven siempre del latín o del italiano. La poesía en lengua serbo-croata (que en Dalmacia no es considerada lengua oficial) posee un carácter exclusivamente provinciano y es cultivada por amigos para amigos en pequeños círculos sin tener nunca una excesiva circulación. Lo que no quiere decir que esta producción, aparte de su valor documental (en los siglos XVI y XVII no hay en lenguas eslavas más que dos literaturas: la polaca y la serbo-croata de Dalmacia y Dubrovnik), esté del todo privada de valor artístico. Los poetas dálmatas, que seguían fielmente la literatura italiana de moda entonces, estaban muy adiestrados en los refinamientos del estilo poético del Quinientos y el Seiscientos, porque sus versiones, paráfrasis e imitaciones no dejaban de dar pruebas de cultura literaria y de refinado gusto. No resultaba una literatura de escaso nivel y espontaneidad. Destaca el Osman de Dživo Gundulić (o Giovanni Gondola, 1589-1638).
Los inicios de esta literatura corresponden a los últimos decenios del Quattrocento y se presentan simultáneamente en el centro de la región, en Split, Hvar y Dubrovnik. Esta última ciudad destacará sobre las otras en la segunda mitad del XVI, y probablemente poseía una producción poética anterior en dialecto čacavico originario de una zona más septentrional. En Split hay autores de tratados latinos: Marko Marulić (1450-1524) compone en croata un poema religioso, Judit (1501) y en Hvar Hvarien-Hanibal Lučyč (fallecido en 1553) y Petar Hektorović (1487-1572), primeros en contar en forma dramática las aventuras novelescas de una esclava (Robinja) de ilustre prosapia, y el segundo en imitar con su Ribanje (1555) la égloga piscatoria; en Dubrovnik destaca Šiško Menčetić (1457-1527) y Džore Držić (1461-1501), que son exclusivamente poetas líricos imitadores más o menos felices y fieles de la poesía petrarquista; su modelo principal es Serafino Aquilano y, en menor media, la poesía popular italiana y serbo-croata. Pero en los dominios venecianos destaca en el Quinientos poetas croatas como Petar Zoranić, nacido en 1508, autor de la primera novela pastoril escrita en croata, Planine ("Montañas"), inspirada en la Arcadia de Jacopo Sannazzaro; el resto de Dalmacia está representada por Petar Kanavelić (1637-1719) y Jerolim Kavanjin (1640-1174) de Split.
En Dubrovnik se imitan los modelos italianos en el siglo XVI y XVII en lengua serbo-croata, pero con horizontes más amplios y una técnica más robusta. Posee brío Jedupka ("Zíngara", 1527), del orífice Andrea Čubranović (1480-1530) con una vertiente carnavalesca; el versátil pero inexperto Mavro Vetranović, que imita la Divina Commedia con su poema alegórico Piligrin ("Peregrino"); Marin Držić (1508-1567) excede sobre todo como autor de comedias a la manera de las farsas rústicas de Siena, en las cuales da rienda suelta al lenguaje popular y al realismo que observa del natural en la ciudad donde nació. En cuanto a la poesía lírica, cultivada también por todos estos escritores, hay que mencionar en la segunda mitad del XVI a Dinko Ranjina (fallecido en 1607) y Dinko Zlatarić (1558-1609), que aportan un espíritu más severo y educado inspirándose en la escuela de Pietro Bembo; Zlatarić traduce la Aminta, publicada con poca diferencia del original. La Aminta sirvió de modelo al drama pastoril Dubravka de Dživo Gundulić (1589-1638), que para su obra maestra, el poema Osman, se inspiró en la Gerusalemme Liberata. Pero tanto en el drama como en el poema, Gondola posee vida propia en la forma, en el contenido y en los ideales a los que propende. Y no está falto de originalidad uno de los mejores líricos de Dubrovnik, Ivan Bunić Vučić (1594-1658), aunque la gracia de sus versos debe no poco a la lírica de Chiabrera. También hay que mencionar las numerosas refundiciones dramáticas de Junije Palmotić (1606-1657); por último, cierra la producción ragusea Ignjat Đurđević (1675-1737).
La Contrarreforma y la literatura en Croacia y Eslavonia en los siglos XVII y XVIII experimenta en esta última el influjo de la cultura eslovena, fuertemente expuesta a la influencia alemana. Los textos de la propaganda protestante venidos de las imprentas de Urach y Tubinga y destinados a todos los eslavos meridionales tuvieron durante una breve temporada buena acogida por una parte de la nobleza y del clero croata, pero al cabo fueron sistemáticamente perseguidos y destruidos por la obra tenaz de la Contrarreforma y no influyeron en la literatura croata en dialecto kajcavico.
La Contrarreforma venía directamente desde Italia (Colegios "ilíricos" de Bolonia, Loreto y Roma; Congregación de Propaganda Fide) y fue difundida por las órdenes religiosas, entre las cuales fueron particularmente activos los jesuitas y en Bosnia y Eslavonia los franciscanos. Estos difundieron una pequeña literatura sin pretensiones artísticas atenta a instruir y edificar en un espíritu rígidamente católico. Se tradujeron y parafrasearon obras de San Roberto Belarmino, San Ignacio, San Pedro Canisio, Alonso de Ledesma, Cristóbal de Vega, Juan Alfonso de Polanco y otros; se compilaron las primeras gramáticas (Institutiones linguae illyricae, Roma 1654) y los primeros vocabularios "ilíricos" (del jesuita Jacques Micalia, Thesaurus linguae illyricae, Loreto, 1649; y de Ardelio Dellabella, Dizionario italiano-latino-illirico, Venecia, 1728) e incluso se produjo una primera traducción completa de la Biblia que sin embargo permaneció inédita. Entre los que colaboraron en esta obra de propaganda y educación se distinguieron en Dalmacia Bartol Kašić (1575-1650), en Bosnia Matija Divković (1563-1631), en Croacia Juraj Habdelić (1609-1678), en Eslavonia Antun Kanižlić (1700-1777). Por talento y ambición superó a todos el croata Juraj Križanić (1618-1683) por su actividad de misionero y paneslavista; se encuadra en la literatura serbo-croata por la forma híbrida (una mezcolanza croata-paleoslava-rusa con ortografía polaca) de la que se sirve.
Entre 1600 y 1750 las directivas de la Contrarreforma improntaron casi toda la producción literaria de los eslavos meridionales católicos. La misma literatura de la República de Ragusa (en Dubrovnik se estableció un Colegio de jesuitas en 1658) siente el influjo. Solo un pequeño grupo de escritores croatas del siglo XVII perteneciente a la nobleza quedó inmune: el croata Petar Zrinski (1621-1671) que parafraseó en lengua croata el poema épico húngaro sobre el asedio de Sziget de su hermano Nikola Zrinski, incluido en La sirena del Adriático; su cuñado Fran Krsto Frankopan (1643-1671), poeta lírico a la maniera seiscentista, y P. Ritter-Vitezović (1652-1713), autor de numerosas obras históricas y heráldicas en croata y latín. En la zona de Voivodina, la literatura continuó la tradición medieval, influenciada por el barroco ruso, lo que culminó con el desarrollo de la lengua eslavo-serbia. Los principales autores de este periodo son Dorde Branković, Gavril Stefanović-Venclović.

## Ilustración

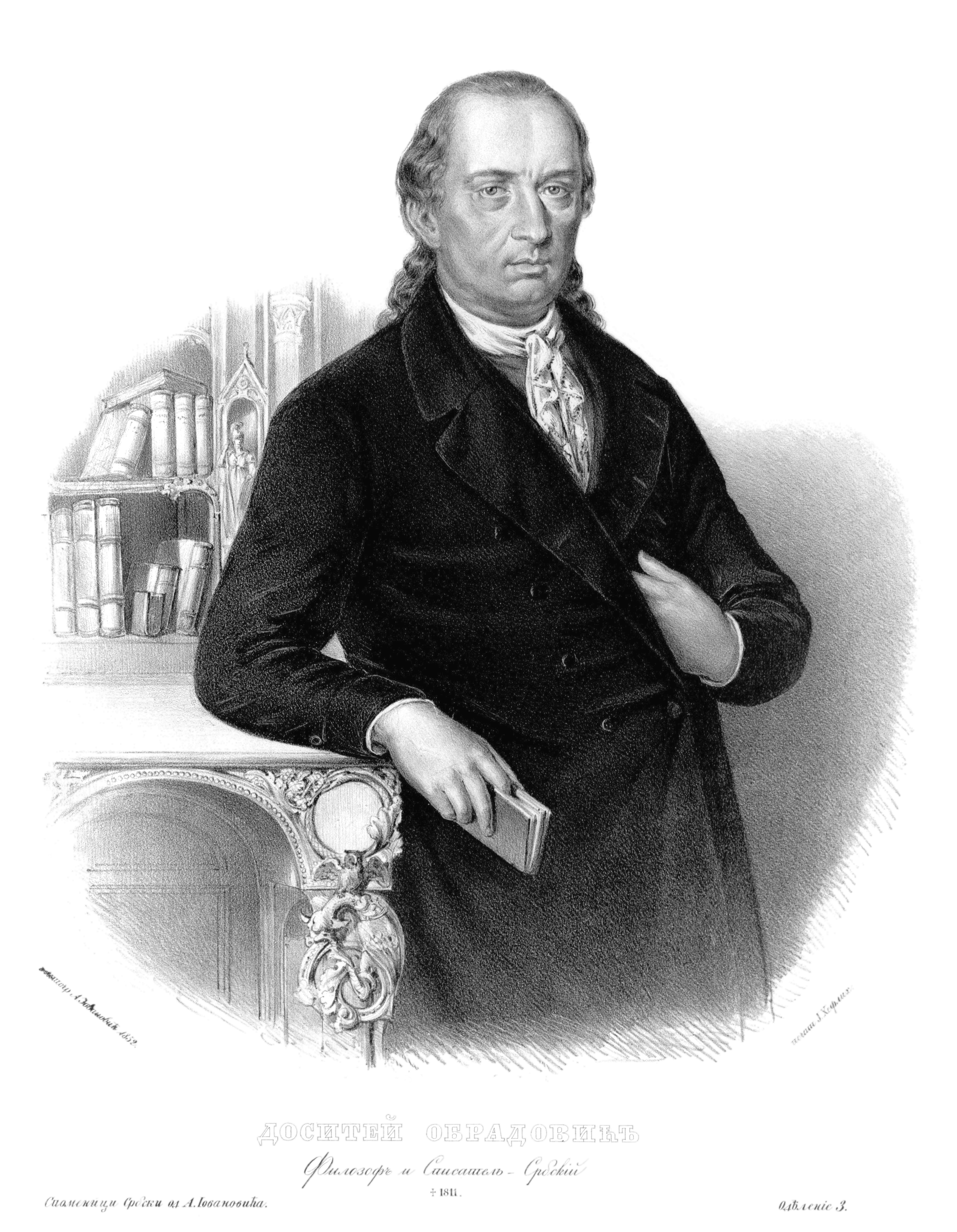
Dositej Obradović

En Viena se imprimió el primer periódico en serbio, Serbskija noviny (1791), seguido un año más tarde por el Slavenoserbskija Viédomosti; José II, que permitió estas publicaciones, fue considerado por los serbios el salvador de su lenguaje y le dedicaron numerosas odas y panegíricos. El incremento dado a la literatura y el influjo cada vez mayor de la Ilustración también se sintió en la emancipación gradual de la cultura serbia del antiguo eslavo por parte del clero y, paralelamente, aunque de forma más lenta y gradual, se produjo la nacionalización y normalización de la lengua literaria que durante mucho tiempo aún siguió estando plagada de elementos del eslavo eclesiástico y de rusismos. Tres autores destacan: Jovan Rajić (1726-1801), autor de una Istoria narodov raznych slavenskich ("Historia de los diversos pueblos eslavos", Viena, 1794-1795); el versátil Zaharije Orfelin (1726-1785), que imprime la mayor parte de sus muchas obras en Venecia, y el ilustrado políglota e impenitente viajero Dositej Obradović (1739-1811), primer escritor moderno en usar y promover el idioma serbio para las materias de ciencia y cultura, que fue además el primer ministro de educación que tuvo el país tras la independencia del yugo otomano. Tradujo las fábulas de Esopo al serbio y escribió su autobiografía, piezas teatrales y otras obras. Su alumno Emanuilo Janković (1758-1792) tradujo El comerciante de Carlo Goldoni (Tergovci, Leipzig, 1787), dando así a los serbios el primer ejemplo de una comedia. En Eslavonia se produce por otra parte la interesante figura del escritor Matija Antun Reljković (1732-1798) que escribe en verso Satir (Dresde, 1762).

## SigloXIX
Serbia fue uno de los primeros países en independizarse del Imperio otomano. El movimiento independentista serbio elaboró los primeros trabajos de la moderna literatura serbia. El más destacado fue Petar II Petrović-Njegoš. Su obra La corona de la montaña (1847) es la piedra angular de la épica serbia, basada en los ritmos de las canciones populares. 
Además, un discípulo de Dositej Obradović, Vuk Stefanović Karadžić, amigo de Johann Wolfgang von Goethe, se convirtió en la primera persona que recopiló canciones populares en un libro. Está considerado el primer filólogo y junto a Đuro Daničić desempeñó un papel fundamental en la reforma del idioma serbio moderno.
La novela comenzó a desarrollarse con Milovan Vidakovic (1780-1841), que se hizo célebre por sus historias morales y sentimentales y su "dulce estilo". En el teatro fue fundamental el trabajo de Joakim Vujic (1772- 1847), "padre del teatro serbio". Organizó grupos de teatro de aficionados, y para sus necesidades "serbianizó" los dramas de autores alemanes (August von Kotzebue, etc.) y mientras que la prosa se inclina hacia el patetismo y la sensibilidad lírica, sin embargo la más alta erudición y la poesía encontraron modelos en la literatura clásica. Esta orientación dio a luz al primer estilo poético de Serbia, el clasicismo. Su creador fue Lukijan Mušicki (1777-1857), archimandrita del monasterio de Sisatovac, que más tarde se convirtió en arzobispo. En sus poemas de inspiración didáctica y patriótica fomentó las formas poéticas clásicas, y varias generaciones posteriores siguieron su ejemplo.
Karadzic compuso una gramática, un diccionario, regularizó la ortografía cirílica del idioma serbio, compiló la poesía y la narrativa tradicional y tradujo el Nuevo Testamento (1847), que más tarde fue acompañado de una traducción del Antiguo Testamento por parte de un socio más joven, Djuro Danicic (1825-1882). Sima Milutinovic Sarajlija (1791-1847), uno de los principales poetas de la época, participó también en la insurrección contra los turcos. Alma inquieta y vagabunda, de curiosidad insaciable y descontentadiza, produjo una obra voluminosa y heterogénea que incluye una larga epopeya sobre el Primera insurrección serbia, Serbijanka, tres dramas (de los cuales el más importante es la tragedia de Karadjordje), poemas líricos y épicos, una colección de canciones populares, algunas obras históricas, y varias obras más. El valor de sus obras no es uniforme y son difíciles de leer porque su lenguaje se complica con muchos neologismos.
El centro principal de la vida cultural se mantuvo en el norte, en Vojvodina y los asentamientos serbios de Hungría y Rumanía. En Pest se constituyó en 1825 la primera Academia, la Matica Srpska, que publicó Srpski Letopis ("Crónica de Serbia"). La revista se publica todavía hoy con el título que tomó desde 1873, Letopis Matice Srpske ("Anales de la Matica Srpska"). En este medio urbano altamente desarrollado no se aceptaron fácilmente las innovaciones que venían del sur. Se abrazaron patrióticamente las canciones populares, pero la lengua vernácula de Karadzic parecía ser demasiado primitiva e insuficiente para las necesidades culturales más altas y durante un período de varias décadas una verdadera guerra literaria se libró sobre cuestiones fundamentales del lenguaje y de la literatura, una batalla entre los escritores del norte y Vuk Karadzic. La literatura siguió el sendero dieciochesco (Obradovic, Vidakovic y Musicki). Obradovic era un maestro de la razón, un "Sócrates serbio", un europeo; las novelas de Vidakovic produjeron varios epígonos insignificantes y Musicki creó la primera escuela poética de "lírica objetiva" o de "emociones tranquilas", como más tarde sería llamada por los románticos. A través de Musicki este estilo se vinculó a Horacio y s la poesía clásica grecolatina, pero también estaba abierto a las tendencias poéticas más modernas de Goethe y Schiller, al clasicismo alemán y europeo y al prerromanticismo y la poesía popular. De esta escuela surgió un poeta de valor eterno, Jovan Sterija Popović (1806-1856), también excelente escritor en otros géneros, sobre todo en el drama.
Al igual que casi toda la literatura de Europa central y oriental, la literatura serbia produjo su mayor poeta en la primera mitad del siglo XIX: Petar Petrovic Njegos (1813-1851), obispo y gobernante de Montenegro que abrazó todas las épocas en su desarrollo poético partiendo de la poesía popular y luego a través de las aspiraciones del Clasicismo hasta culminar en el Romanticismo. Empezó como un cantante popular, escribiendo poemas sobre las batallas de Montenegro con los turcos, a continuación comenzó a imitar a los griegos (Homero, Píndaro y los trágicos) y en su fase final se acercó al Romanticismo contemporáneo (Pushkin, Hugo y Lamartine). El trabajo de Njegos es homogéneo porque lo dominan dos temas básicos o fundamentales: el destino humano cósmico y el histórico concreto de Montenegro y de la nación serbia. En la base misma de su poesía cósmica se encuentra la reflexión sobre la unidad del hombre y Dios, acerca de la existencia humana previa en el cielo, la culpa moral del hombre, la caída y posterior redención. Su poesía habla del retorno espiritual del hombre a los orígenes de su ser, a las fuentes de su existencia. Su obra definitiva es el poema cosmogónico La luz del Microcosmos (1845); aquí, el motivo de la caída bíblica del hombre es transpuesta de la tierra a los cielos y se interpreta en el sentido de la tradición neoplatónica, por un lado, con un conocimiento de las ciencias naturales tal como se entiende en ese momento por el otro. Su mejor poema es Himno a la noche, una fantasmagoría de amor, una combinación inusual de erotismo y espiritualidad. Poemas dramáticos de Njegos son La corona de las montañas (1842) y El falso emperador Esteban el Pequeño (1851), que se inspiran en la historia de Montenegro; el primero es su mejor trabajo.
Grandes poetas líricos del romanticismo serbio fueron Branko Radičević, Jovan Jovanović Zmaj, Đura Jakšić y Laza Kostić. Pueden considerarse de transición hacia el realismo Stefan Mitrov Ljubiša y  
August Šenoa. Y ya pertenecen al realismo crítico plenamente Svetozar Marković; Jakov Ignjatović;
Milovan Glišić; Laza Lazarević; Janko Veselinović; Svetolik Ranković; Radoje Domanović; Simo Matavulj y Stevan Sremac. El poeta del realismo es Vojislav Ilić y su dramaturgo Matija Ban.

## Literatura moderna
Dentro del modernismo serbio cabe incluir a Ljubomir Nedić; Bogdan Popović; Jovan Skerlić; Aleksa Šantić; Jovan Dučić; Milan Rakić; Ivo Ćipiko; Borisav Stanković; Petar Kočić; Sima Pandurović y Vladislav Petković. Durante la Primera Guerra Mundial destaca Milutin Bojić
En el siglo XX, la literatura serbia floreció con la aparición de una miríada de jóvenes escritores. Ivo Andrić publicó Un puente sobre el Drina en 1945 y fue galardonado con el Premio Nobel de literatura en 1961. Junto a él destacan Stanislav Vinaver; Rade Drainac; Rastko Petrović; Momčilo Nastasijević; Dušan Vasiljev; Veljko Petrović; Risto Ratković; Isak Samokovlija y Oskar Davičo. Son importantes asimismo los poetas Marko Ristić (1902—1984), introductor del Surrealismo, y Bora Ćosić (1932-).
Danilo Kiš está considerado como otro de los principales autores serbios, junto a escritores como Miloš Crnjanski, Meša Selimović, Borislav Pekić, Milorad Pavić (Diccionario jázaro), Dobrica Ćosić y Goran Petrović. Jelena Dimitrijević e Isidora Sekulić son dos de las primeras escritoras del siglo XX.